# Kelvin Masoe
Kelvin Tu'iala Masoe (Satuiatua, 4 marzo 1999) è un velocista, lunghista e rugbista a 7 samoano.
Ha partecipato con la nazionale samoana di rugby a 7 alla World Rugby Sevens Series del 2019-2020.

## Palmarès
| Anno | Manifestazione           | Sede       | Evento         | Risultato | Prestazione | Note                                     |
| ---- | ------------------------ | ---------- | -------------- | --------- | ----------- | ---------------------------------------- |
| 2017 | Mini-Giochi del Pacifico | Port Vila  | 100 m piani    | Argento   | 10"88       |                                          |
| 2017 | Mini-Giochi del Pacifico | Port Vila  | 200 m piani    | 4º        | 22"12       |                                          |
| 2018 | Giochi del Commonwealth  | Gold Coast | 100 m piani    | Batteria  | 10"72       |                                          |
| 2018 | Giochi del Commonwealth  | Gold Coast | 200 m piani    | Batteria  | 21"98       |                                          |
| 2019 | Campionati oceaniani     | Townsville | 100 m piani    | 5º        | 10"69       |                                          |
| 2019 | Campionati oceaniani     | Townsville | 4×100 m        | Bronzo    | 41"97       |                                          |
| 2019 | Giochi del Pacifico      | Apia       | 100 m piani    | Bronzo    | 10"56       |                                          |
| 2019 | Giochi del Pacifico      | Apia       | 4×100 m        | Argento   | 40"26       |                                          |
| 2019 | Giochi del Pacifico      | Apia       | Salto in lungo | Oro       | 7,65 m      | Record nazionale                         |
| 2022 | Giochi del Commonwealth  | Birmingham | Salto in lungo | 17º (q)   | 6,75 m      | Miglior prestazione personale stagionale |
| 2022 | Giochi del Commonwealth  | Birmingham | 4x100 m        | Batteria  | 40"60       |                                          |